# Eenkennige muskuskruidroest
De eenkennige muskuskruidroest (Puccinia adoxae) is een schimmel behorend tot de familie Pucciniaceae. Het is een biotrofe parasiet  die telia vormt aan beide zijden van de bladeren, bladstelen en rhizomen van de Muskuskruid (Adoxa moschatellina).

## Kenmerken
In Nederland de enige soort op Muskuskruid (Adoxa moschatellina) die telia vormt. Vormt op de bladstelen ter plekke van de telia kleine zwellingen. Microscopische controle is noodzakelijk aangezien Puccinia albescens ook in Nederland aangetroffen zou kunnen worden. De eenkennige muskuskruidroest vormt kortere teliosporen (25-35 µm) dan Puccinia albescens (32-45 µm).

## Verspreiding
In Nederland komt de eenkennige muskuskruidroest vrij zeldzaam voor.